# 고령 장육당
고령 장육당(高靈 藏六堂)은 경상북도 고령군 다산면 상곡리에 있는 조선시대 후기의 사랑채 건물이다. 2006년 2월 16일 경상북도의 문화재자료 제501호 '장육당'으로 지정되었다가, 2017년 5월 15일 경상북도의 유형문화재 제507호 현재의 명칭으로 변경되었다.

## 개요
고령 장육당은 입향조 이지화(李之華)의 아들인 이윤(李玧)이 1671년에 건립한 전의이씨 다포공파의 대표적인 건축물이다. 자연석 기단 위에 방 4칸과 우측에 누마루 1칸이 있고, 전면에 가로 세로 각각 2칸의 정방형 마루가 전면부를 구성하는 T자형 건물이다.

## 사진

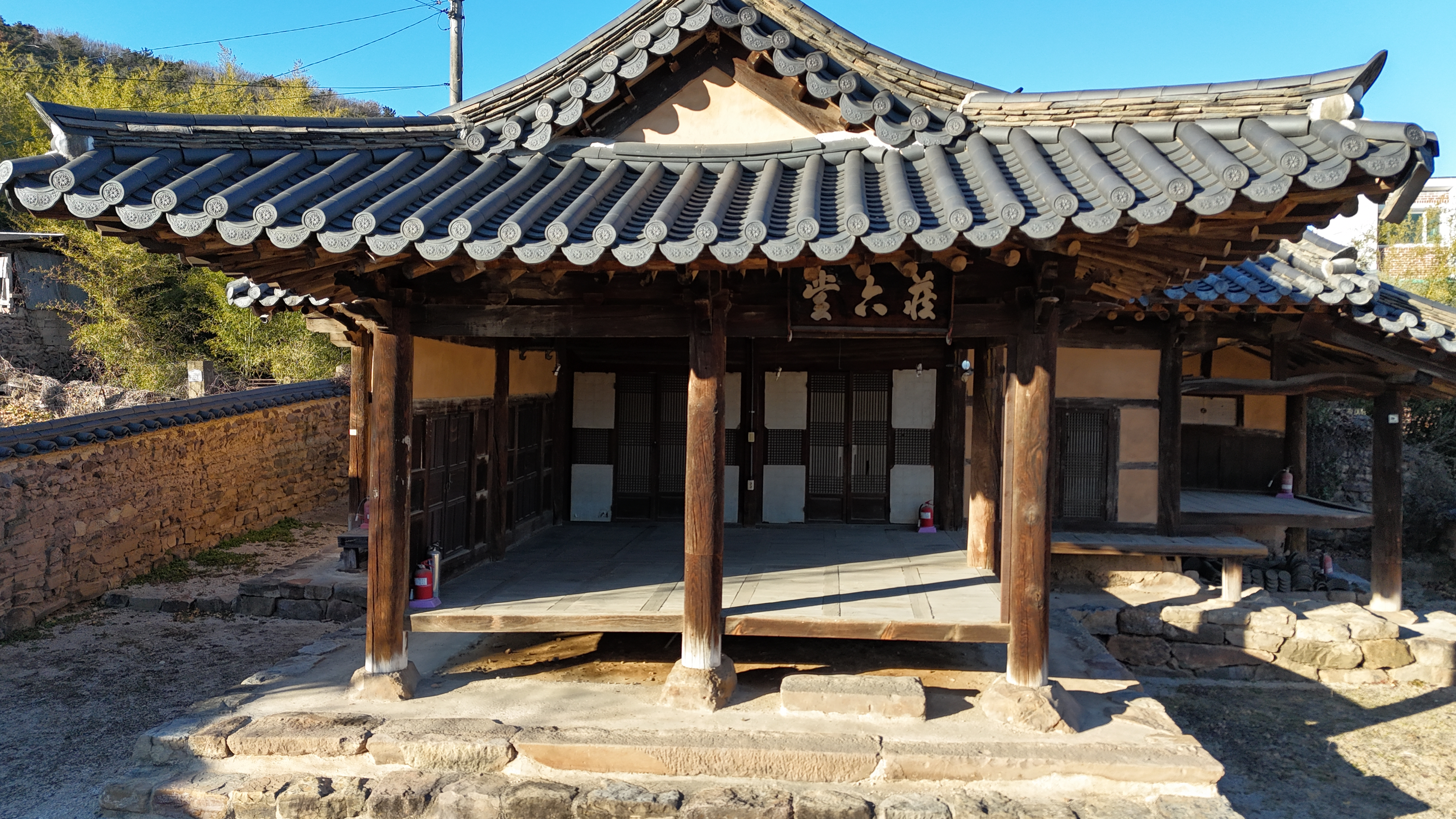
장육당의 정면

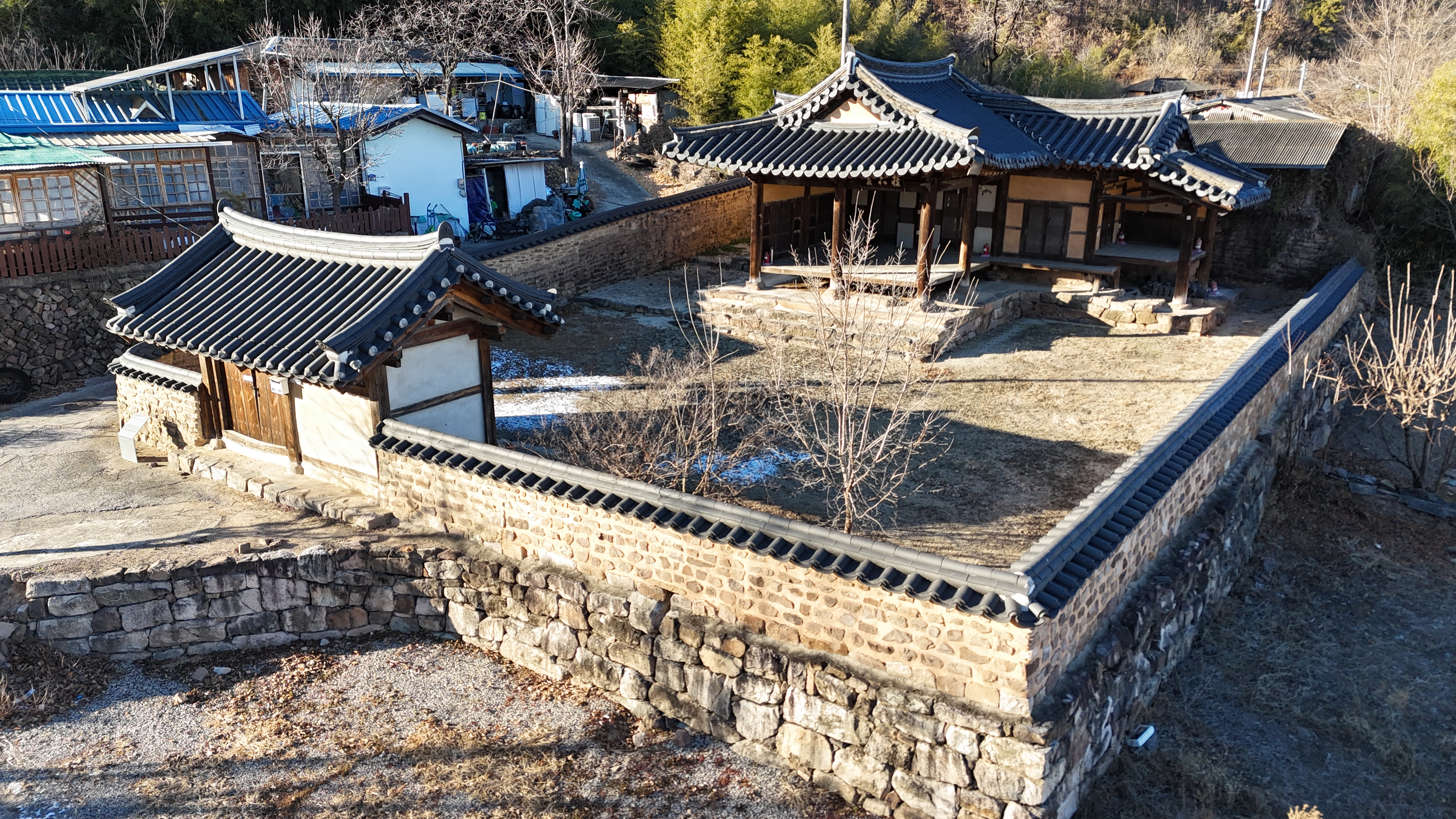
상공에서 바라본 모습

## 참고 자료
- 고령 장육당 - 국가유산청 국가유산포털